# Schwangau
Schwangau es un Municipio en el distrito de Ostallgäu en Baviera, Alemania. El pueblo se encuentra a 4 kilómetros de la ciudad de Füssen y solo a 1.5 kilómetros de Hohenschwangau, un centro turístico orientado hacia su mayor atracción el Castillo Neuschwanstein y el Castillo de Hohenschwangau.
Schwangau no tiene estación de tren, pero es posible llegar allí a través de autobuses en conexión con Fussen, Hohenschwangau, y otras cercanas a las ciudades Alpinas. Es el penúltimo pueblo en la excursión turística Romántica que finaliza en Fussen. 

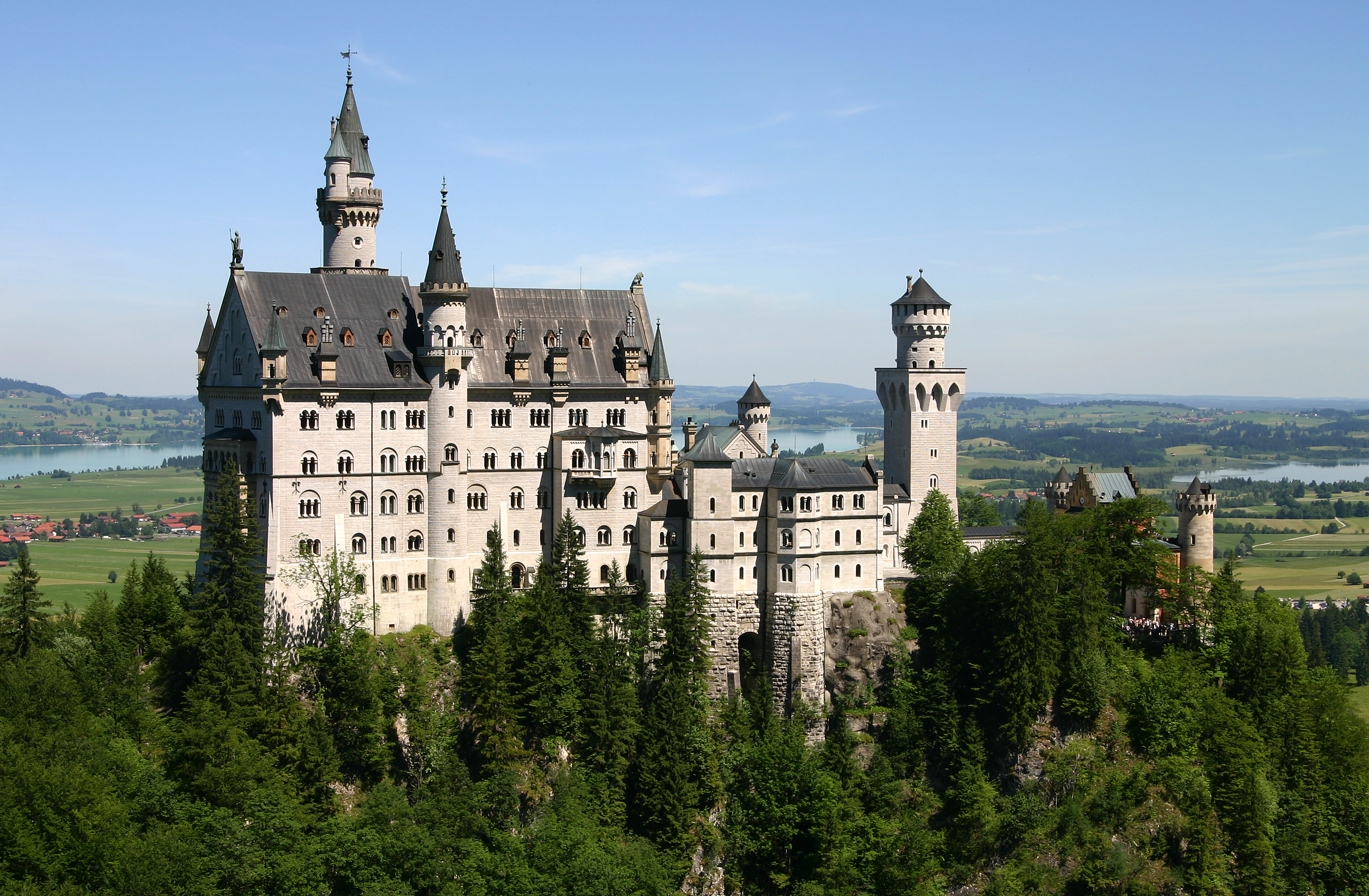
Castillo de Neuschwanstein

El castrum Swangowe data de 1090. Estuvo situado en el lugar del Castillo de Neuschwanstein y su propiedad estuvo a cargo de  la casa de Elder House of Welf. Tras la muerte de Welf VI en 1191, cayó en manos de la dinastía Staufer y en 1268 del Imperio. El escudo moderno está basado en el que se muestra en el Codex Manesse. 
En Estados Unidos, actualmente hay personas que llevan como apellido Swango, presumiblemente el nombre descendiente de Swangowe, una derivación genética originada en una familia del norte de Italia, llamada Paumgarten o Baumgarten, quienes compraron el derecho de usar ese nombre del Estado de Baviera tras la muerte de Hiltbolt de Schwangau.